# 林和立
林和立教授（Professor Willy Wo-Lap LAM，1952年—），香港中國事務記者及評論人，持自由派觀點，曾經擔任《南華早報》中國版記者、編輯以及副總編輯，美國有線電視新聞網絡擔任中國事務顧問。現時擔任美國智庫詹姆斯頓基金會成員以及香港中文大學歷史系客席教授。

## 簡歷
林和立早年就讀香港大學，期間曾經擔任《學苑》編輯及青年文學獎幹事，畢業後就加入《南華早報》擔任中國版記者，後來在明尼蘇達大學取得哲學碩士和武漢大學取得經濟學博士。由於他在中國建立了綿密的人脈網絡，又熟悉中國政治上的運作，因此造就他在《南華早報》工作期間，能夠報道不少獨家新聞，而且獲得外國關注。

### 林和立事件
2000年6月，林和立在《南華早報》撰寫評論文章《統一特區首富思想》，指出中國共產黨中央政府邀請香港30名首富遠赴北京為「統一思想」。林和立指出此批首富當中，包括反對董建華的成員。林和立此舉惹來首富之一的郭鶴年致函《南華早報》編輯投訴其文章「充滿了歪曲事實的推測」。不過，林和立堅持觀點，其後離職。及後，《南華早報》總編輯紀德理表示：「郭鶴年寫的那封信，不是林離職的原因。」

## 外部參考
- https://web.archive.org/web/20090423063427/http://www.jamestown.org/aboutus/seniorfellows